# Pensacola Ice Pilots
Pensacola Ice Pilots var ett amerikanskt professionellt ishockeylag som spelade i den amerikanska ishockeyligan East Coast Hockey League (ECHL) mellan 1996 och 2008. De har dock sitt ursprung från redan 1989 när Nashville Knights anslöt sig till ECHL. De spelade sina hemmamatcher i inomhusarenan Pensacola Civic Center i Pensacola i Florida. Laget hade samarbete med St. Louis Blues, Tampa Bay Lightning, Toronto Maple Leafs och Chicago Blackhawks i National Hockey League (NHL). De vann aldrig Kelly Cup, som är trofén till det lag som vinner ECHL:s slutspel sedan 1997.
Spelare som spelade för dem var bland andra Jorge Alves, Jevgenij Artiuchin, Andreas Holmqvist, Glen Metropolit, Chris Minard och Kris Newbury.